# Segunda División Peruana 1945
La Segunda División Peruana 1945, tercera edición del torneo, fue jugada por seis equipos. Se disputó desde finales de 1945 hasta inicios de 1946 y fue organizada por la Asociación No Amateur.
Respecto al torneo anterior, ningún equipo fue promovido o relegado en la Rueda de Promoción de 1944 y Atlético Lusitania ascendió de la Liga Regional de 1944.
El ganador del torneo, Santiago Barranco, fue promovido al Playoff de Promoción contra el último de la Primera División de 1945, Sport Boys, con el cual perdió y no logró ascender. No hubo descenso.

## Ascensos y descensos
| Posición | Ascendido de Liga Regional de 1944 |
| -------- | ---------------------------------- |
| 1º       | Atlético Lusitania                 |

## Equipos participantes
| Club                 | Ciudad   |
| -------------------- | -------- |
| Atlético Lusitania   | Lima     |
| Ciclista Lima        | Lima     |
| Jorge Chávez         | Callao   |
| Progresista Apurímac | Callao   |
| Santiago Barranco    | Barranco |
| Telmo Carbajo        | Callao   |

## Rueda de promoción
| 20 de enero de 1946 | Santiago Barranco | 1-3 | Sport Boys                                     | Estadio Nacional, Lima (Perú) |                         |
|                     | Netto 66'         |     | G. Valdivieso 12' · Arias 17' · Barbadillo 40' | Árbitro(s): Manuel Ruiz       | Árbitro(s): Manuel Ruiz |

| 27 de enero de 1946 | Sport Boys    | 2-0 | Santiago Barranco | Estadio Nacional, Lima (Perú) |                           |
|                     | Drago 20' 38' |     |                   | Árbitro(s): Félix Salazar     | Árbitro(s): Félix Salazar |